# Blaise de Jouvencel
Pour les autres membres de la famille, voir Famille de Jouvencel.
Blaise François Aldegonde de Jouvencel, dit le chevalier de Jouvencel (Lyon le 9 septembre 1762 - Paris le 4 juin 1840), est un homme politique français. 
Maire de Versailles, Jouvencel défend sa ville en 1814 contre les troupes bonapartistes, et en 1815 contre les troupes alliées de la Septième Coalition. Il est élu député sous la Restauration et siège avec les libéraux constitutionnels du centre gauche. 
Il contribue à la chute de Charles X et à l'instauration de la monarchie de juillet, dont il soutient ensuite la politique. Il est réélu député jusqu'en 1839, où il ne se représente pas. Il préside la Société centrale d'agriculture et fonde une école d'enseignement mutuel.

## Biographie

Armes de la famille de Jouvencel

Né à Lyon en 1762, Blaise de Jouvencel est issu de la famille de Jouvencel. Il est le fils de Pierre Jouvencel (1717-1779), conseiller à la Cour des monnaies et le petit-fils de Pierre Jouvencel, échevin de Lyon ; sa mère, née Françoise Imbert, est la sœur du député royaliste Jacques Imbert-Colomès. Il est aussi l'oncle du député Claude-Émile Gaudin.   
Sous la protection de l'ambassadeur à Rome, le cardinal de Bernis, Blaise de Jouvencel fait ses études à Rome de sept à dix-sept ans, jusqu'en 1779, au collège Nazareno fréquenté par la noblesse romaine. Il poursuit ensuite des études de mathématiques à Paris. Il ne peut pas se présenter aux examens du génie militaire, n'ayant pas les quatre quartiers de noblesse demandés ; il entre dans l'administration des vivres. 
En 1789 il participe aux assemblées de la noblesse à Lyon. Pendant la Révolution, il ne veut pas émigrer. Il fait du commerce au Havre puis à Nantes et y est garde national lors du siège de la ville. Il entre dans l'administration des domaines et devient receveur des domaines à Versailles en 1796. Il en démissionne en 1812 pour s'occuper d'agriculture. 
Il est élu en 1801 notable national. Conseiller municipal de Versailles en 1805, il est en 1812 membre du conseil d'arrondissement.

### Maire de Versailles
Blaise de Jouvencel devient maire de Versailles en décembre 1813. Nommé baron de l'Empire comme maire d'une « bonne ville », il décline en raison du coût des lettres patentes. 
En 1814, le conseil municipal adhère à la déchéance de l'empereur, votée par le Sénat. Peu après arrivent les 10 000 hommes du Maréchal Marmont, qui refusent la reddition signée par leurs chefs et veulent se défendre dans Versailles contre les alliés. Jouvencel les somme de sortir de la ville pour que sa population n'en souffre pas, résiste aux insultes et aux menaces, parvient à maintenir l'ordre et empêche le sang de couler en obtenant que les troupes quittent la ville,, ; le roi lui remet pour cela la Légion d'honneur. 
Maintenu maire pendant les Cent-jours, il envoie à l'empereur une adresse de la ville exprimant sa fidélité et son patriotisme, et se plaignant du préjudice causé à la population par l'arrêt subit des travaux du château ; il est alors reçu par Napoléon qui lui annonce son intention de dédommager la ville, de rouvrir le musée et de reprendre les travaux. Dénoncé, menacé de révocation par le ministère de l'Intérieur, il démissionne peu avant la seconde abdication,. Réélu maire le 30 juin 1815, il s'oppose aux exigences d'un corps de Prussiens, protège les intérêts de ses concitoyens, refuse les réquisitions abusives et dit aux officiers prussiens : « Tuez-moi, mais laissez ma ville en repos. ».
En remerciement et en hommage à son comportement, il est récompensé par le conseil municipal, par l'empereur de Russie et par le roi de Prusse. Il reste maire jusqu'en mai 1816. Jouvencel démissionne de ses fonctions de maire le 8 mai ou le 28 juin 1816. 

### Député, républicain constitutionnel
Blaise de Jouvencel est élu député le 1er octobre 1821 par le 4e arrondissement de Seine-et-Oise, avec 69 % des voix. Il siège parmi les républicains constitutionnels, au centre gauche, mais n'est pas réélu en 1824. Réélu le 24 novembre 1827, il soutient la monarchie constitutionnelle contre les ultras, et s'oppose au ministère Polignac. Il est par ailleurs conseiller général de 1829 à 1833. 
En 1830, Jouvencel vote l'adresse des 221 et l'expulsion du roi, le considérant « parjure à ses serments », et contribue à l'instauration de la monarchie de Juillet. Il est ensuite constamment réélu député en 1830, 1831, 1834 et 1837. Il soutient alors la politique des gouvernements successifs.
En 1839, il ne se représente pas et fait élire à sa place Gauthier de Rumilly. 

### Action pour l'agriculture et l'enseignement, écrits
Jouvencel est par ailleurs président de la Société centrale d'agriculture, ainsi que le président et fondateur de la Société de l'école de l'enseignement mutuel de Versailles. 
Il écrit des mémoires sur Les Alliés à Versailles. 1814-1815. Il aussi l'auteur de divers ouvrages imprimés, notamment des discours, des opinions, des mémoires, ainsi que des travaux et rapports sur l'agriculture et les baux à long terme.  
Jouvencel est mort à Paris le 4 juin 1840.

### Famille, postérité
Blaise de Jouvencel épouse à Chevincourt le 8 janvier 1798 Mélanie Bigot des Jonchères, fille de François-Olivier-Paul Bigot des Jonchères, seigneur de Chevincourt, conseiller secrétaire du roi en la Grande chancellerie,, et de Marie-Thérèse Foisy de Villeneuve. 
- Ils ont deux fils :
  - Paul-Hippolyte de Jouvencel (1798-1861), garde du corps du roi, officier de cavalerie ; père de :
    - Paul de Jouvencel (1817-1897), naturaliste, député.

  - Ferdinand de Jouvencel (1804-1873), conseiller d'État, avocat, député, président du Conseil d'État provisoire.

### Mandats parlementaires
- 1er octobre 1821 - 24 décembre 1823 : Député de Seine-et-Oise - Libéral constitutionnel.
- 24 novembre 1827 - 16 mai 1830 : Député de Seine-et-Oise - Centre gauche.
- 19 juillet 1830 - 28 juillet 1830 : Député de Seine-et-Oise - Centre gauche.
- 5 juillet 1831 - 25 mai 1834 : Député de Seine-et-Oise - Majorité ministérielle.
- 21 juin 1834 - 3 octobre 1837 : Député de Seine-et-Oise - Majorité ministérielle.
- 4 novembre 1837 - 2 février 1839 : Député de Seine-et-Oise - Majorité ministérielle.

## Hommages et distinctions

### Décorations
- Chevalier de la Légion d'honneur, 1814[4].
- Chevalier de l'ordre de la Réunion, 1812.
- Chevalier de l'ordre de Saint-Michel[10].
- Chevalier de l'ordre de l'Aigle rouge de Prusse, 1815.
- Décoration du Lys, 1814.

### Autres hommages
- Baron de l'Empire (titre décliné)[5].
- Service d'argenterie offert par la ville : « À M. le chevalier de Jouvencel, maire, la ville de Versailles reconnaissante ; journées des 30 mars et 6 avril 1814, 30 juin et 8 juillet 1815 »[2].
- Rue Jouvencel nommée en son honneur, à Versailles.

## Œuvres
- Mémoire sur de nouvelles expériences relatives au claveau, Versailles, impr. de J.-P. Jacob, s.d. (1806).
- Modèle de bail à cheptel pour servir d'instruction aux propriétaires ou capitalistes qui voudront établir des troupeaux de bêtes à laine dans des fermes des environs de Paris, essai, Versailles, impr. de J.-P. Jacob, 1810.
- « Les Alliés à Versailles, 1814-1815 », Mémoires du chevalier de Jouvencel, ex-maire de Versailles, dans Revue de l'histoire de Versailles et de Seine-et-Oise, Société des sciences morales, des lettres et des arts de Seine-et-Oise, Académie de Versailles, des Yvelines et de l'Ile-de-France, Versailles, L. Bernard, volume 16, 1914, p. 148-188 [lire en ligne], p. 239-267 ; volume 17, 1915, p. 49-76 [lire en ligne].
- Diverses adresses, projets de loi, propositions d'amendements, rapports, de 1822 à 1837.